# Зангергаузен (район)
Зангерхаузен (нім. Landkreis Sangerhausen) — колишній район в Німеччині в землі Саксонія-Ангальт, що існував протягом 1990—2007 років.  Займав площу 689,77 км².
Офіційним кодом району був 15 2  66.
У результаті адміністративної реформи 1 липня 2007 року район було об'єднано з районом Мансфельд з утворенням нового району Мансфельд-Зюдгарц.

## Міста та громади
Район поділявся на 40 громад.
1. Зангергаузен (30 382)

Об'єднання громад
Управління Альштедт-Кальтенборн
1. Альштедт (3 122)
2. Бейернаумбург (762)
3. Бланкенхайм (1 448)
4. Емзело (622)
5. Хольденштедт (747)
6. Катаріненріт (224)
7. Лідерсдорф (291)
8. Міттельхаузен (611)
9. Нідерреблінген (450)
10. Нінштедт (421)
11. Пельсфельд (423)
12. Зоттерхаузен (255)
13. Вінкель (322)
14. Вольферштедт (766)

Управління Гольдене-Ауе (Заксен-Ангальт)
1. Берга (1 900)
2. Брюкке (923)
3. Едерслебен (1 149)
4. Хакпфюффель (259)
5. Кельбра (3 002)
6. Мартінсріт (196)
7. Рітнордхаузен (581)
8. Тілледа (939)
9. Валльхаузен (2 160)

Управління Росла-Зюдгарц
1. Беннунген (968)
2. Брайтенштайн (509)
3. Брайтунген (502)
4. Дітерсдорф (266)
5. Дребсдорф (107)
6. Хайнроде (354)
7. Хайн (592)
8. Клайнлайнунген (137)
9. Квестенберг (301)
10. Росла (2 331)
11. Ротлебероде (1 585)
12. Швенда (604)
13. Штольберг (1 395)
14. Уфтрунген (1 111)
15. Віккероде (301)

| Німеччина | Це незавершена стаття з географії Німеччини. Ви можете допомогти проєкту, виправивши або дописавши її. |